# Deguelia
Deguelia Aublet – rodzaj roślin z rodziny bobowatych (Fabaceae). Według The Plant List obejmuje co najmniej 18 gatunków. 

## Systematyka
Pozycja według APweb (aktualizowany system APG III z 2009)
Jeden z rodzajów plemienia Millettieae z podrodziny bobowatych właściwych (Faboideae) z rodziny bobowatych (Fabaceae) należącej do rzędu bobowców (Fabales) reprezentującego dwuliścienne właściwe.
Wykaz gatunków
| - Deguelia alata M. Sousa - Deguelia amoena (Benth.) Taub. - Deguelia brachyptera (Baker) Taub. - Deguelia densiflora (Benth.) A.M.G. Azevedo ex M. Sousa - Deguelia duckeana A.M.G. Azevedo - Deguelia elegans (Graham ex Benth. in Miq.) Taub. - Deguelia glaucifolia A.M.G. Azevedo - Deguelia hatschbachii A.M.G. Azevedo - Deguelia heyneana (Benth.) Taub. | - Deguelia longifolia (Benth.) Taub. - Deguelia macrophylla (Benth.) Taub. - Deguelia platyptera (Baker) Taub. - Deguelia rariflora (Benth.) A.M.G.Azevedo - Deguelia scandens Aubl. - Deguelia spruceana (Benth.) A.M.G.Azevedo - Deguelia subavenis (Miq.) Taub. - Deguelia sumatrana (Miq.) Taub. - Deguelia utilis (A.C. Sm.) A.M.G. Azevedo |